# Mecetroniumetilsulfat
Mecetroniumetilsulfat (MES) ist ein Tensid und Desinfektionsmittel, das zur chemischen Stoffklasse der quartären Ammoniumverbindungen gehört. Es wird seit Jahrzehnten – als Gemisch zusammen mit 1-Propanol, 2-Propanol und Patentblau – zur Händedesinfektion verwendet.

## Gewinnung und Darstellung
Mecetroniumetilsulfat kann durch Quaternierung von Dimethylhexadecylamin mit Diethylsulfat gewonnen werden.

## Pharmakologische Eigenschaften
Die Substanz hat eine umfassende Wirksamkeit gegenüber Bakterien, Viren und Pilzen (C. albicans – Hefepilze). Die Wirksamkeit ist gegenüber grampositiven Bakterien wesentlich höher als gegen gramnegative Bakterien.
MES wirkt als Teil des Produktes Sterillium (und dessen Produktvarianten) zusammen mit Alkohol SARS-CoV und SARS-CoV2 inaktivierend.
In einer dermatologischen Studie wurde eine signifikante Wirkung von MES nachgewiesen, welche zu einer Glättung der Haut führt. Aktuelle Forschung untersucht die antimikrobielle Wirksamkeit von MES.

## Handelsnamen
- Sterillium[17] von ehem. Bode Chemie, jetzt Teil der Hartmann Gruppe.